# Escut de Santa Coloma de Farners
L'escut oficial de Santa Coloma de Farners té el següent blasonament:
Escut caironat: de sinople, un castell d'or obert somat d'una coloma d'argent. Per timbre una corona mural de ciutat.
Va ser aprovat el 21 de gener de 1993 i publicat al DOGC el 3 de febrer del mateix any amb el número 1703. S'hi veu el castell de Farners i un colom, senyal parlant referent al nom de la localitat i alhora l'atribut de santa Coloma, patrona de la ciutat.